# Road Bay
Road Bay är en vik i Anguilla. Den ligger i den västra delen av landet, 5 kilometer väster om huvudstaden The Valley.